# فرودگاه روگچوا
فرودگاه روگچوا (به انگلیسی: Rogachevo) یک فرودگاه نظامی است که یک باند فرود بتن دارد و طول باند آن ۲۵۰۰ متر است. این فرودگاه در کشور روسیه قرار دارد و در ارتفاع ۸۳ متری از سطح دریا واقع شده است.